# Pseudopachychaeta heleocharis
Pseudopachychaeta heleocharis är en tvåvingeart som först beskrevs av Nartshuk 1964.  Pseudopachychaeta heleocharis ingår i släktet Pseudopachychaeta och familjen fritflugor. Inga underarter finns listade i Catalogue of Life.